# Mesme jezik
Mesme jezik (djime, djiwe; ISO 639-3: zim), čadski jezik skupine masa kojim govori 20 100 ljudi (1993 popis) u čadskoj regiji Tandjilé u departmanu Tandjilé Ouest.
Pripadnici etničke grupe zovu se Mesme (32 000). Postoje dva dijalekta, bero i zamre.

## Vanjske poveznice
- Ethnologue (14th)
- Ethnologue (15th)